# Математически метод на пеперудата
Методът на пеперудата се използва когато имаме произволен трапец АBCD, на който са построени диагоналите, които се пресичат в точка „О“.
Методът на пеперудата гласи, че лицата на триъгълниците AOD и BOC са равни.[източник? (Поискан днес)]

## Доказателство
Sabd = (AB*h)/2
Sabc = (AB*h)/2
⇒Sabd = Sabc
Saod = Sabd – Sabo
Sboc = Sabc – Sabo
Но Sabd = Sabc ⇒ Saod = Sabc – Sabo
Следователно Saod и Sboc са равни.